# Джеймс (фильм, 2008)
«Джеймс» (англ. James) — короткометражный фильм режиссёра Коннора Клементса, призёр многих фестивалей, в том числе Международного фестиваля короткометражных фильмов в Палм-Спрингсе.

## Сюжет
Тринадцатилетний Джеймс ощущает себя изгоем в школе. Одинокий и растерянный подросток начинает осознавать свою гомосексуальность. Мать для него — чужой человек, для отца Джеймс — нежеланный ребёнок. С выражением лица, полным страдания, сомнения и страха, юноша в отчаянии и смятении обращается к своему школьному учителю, в надежде получить хоть какую-то поддержку. Но в ответ слышит: «Ты ко мне больше не приходи».

## В ролях
| Актёр           | Роль              |
| --------------- | ----------------- |
| Ниал Райт       | Джеймс            |
| Мэтт Дженнингс  | учитель           |
| Маргарет Гудман | мать              |
| Джерри Доэрти   | отец              |
| Луис Ролстон    | мужчина в туалете |